# Juan de Padilla
Juan de Padilla, född 1490 i Toledo, död 24 april 1521 i Villalar, Valladolid, var en spansk adelsman och kastiliansk revolutionär, känd för sin medverkan i Comunerosupproret.
Padilla föddes i Toledo som son till en aristokratfamilj. Det lyckades honom inte att få tjänst hos kungen, och med känsla av bitterhet blev han i stället huvudman för rebellarmén. Rebellerna trodde först att de skulle kunna bilda en nationell regering under ledning av drottning Joanna I av Kastilien och erövrade slottet i Tordesillas, där hon var fångad.
Städerna i Kastilien försökte försvara sina traditionella rättigheter mot kungens ökande makt. Den främsta orsaken till upproret var treårsvalet till cortes i Valladolid. På grund av misstro mot de flamländska rådgivarna till  Karl I kom det till ett allmänt missnöje, som bidrog till den grymma kampen. Under sommaren 1520 kunde de upproriska under ledning av Padilla vinna några segrar.
Den utbredda viljan till en demokratisering av rörelsen minskade dock stödet från adeln. Efter Padilla hade utmanövrerats, kallades han dock tillbaka efter ett nederlag för den nye kaptenen. Efter en följd av militära framgångar blev hans styrkor till sist den 23 april 1521 slagna i grunden i Villalar. Ledarna föll i striden eller blev (som Padilla) avrättades kort därefter.
Den spanska adeln hade i början hållit sig avvaktande gentemot de upproriska comuneros. När emellertid upproret tog en antiaristokratisk vändning, slöt adeln mangrant upp på monarkins sida.